# Eleição municipal de Aparecida de Goiânia em 2024
A eleição municipal da cidade de Aparecida de Goiânia em 2024 ocorreu no dia 6 de outubro (domingo) para eleger um prefeito, um vice-prefeito e 25 vereadores para a administração da 2° mais populosa do estado de Goiás, no mandato que se inicia no dia 1º de janeiro de 2025 e termina no dia 31 de dezembro de 2028. Como o candidato a prefeito mais votado não atingiu metade dos votos (50%) mais um, realizou-se um segundo turno no dia 27 de outubro (domingo), e foi escolhido o ex-deputado federal Leandro Vilela, como novo chefe do executivo aparecidense.
O prefeito titular é Vilmar Mariano do União Brasil, vice-prefeito eleito em 2020 pelo Movimento Democrático Brasileiro que assumira a prefeitura de Aparecida de Goiânia em 31 de março de 2022, substituiu Gustavo Mendanha, que renunciou ao cargo, cumprindo a legislação eleitoral, para disputar a eleição de governador de Goiás nas Eleições estaduais em Goiás em 2022.

## Calendário eleitoral
| Início        | Fim           | Atividades | Status    |
| ------------- | ------------- | --- | --------- |
| 7 de março    | 5 de abril    | Janela partidária para vereadores trocarem de partido visando concorrer às eleições sem perder o mandato. | Realizado |
| 6 de abril    | 6 de abril    | Data-limite para todas as legendas e federações partidárias obterem o registro dos estatutos no TSE e para todos os candidatos terem domicílio eleitoral na circunscrição em que desejam disputar as eleições com a filiação deferida pelo partido. | Realizado |
| 15 de maio    | 15 de maio    | Início da campanha de arrecadação prévia de recursos na modalidade de financiamento coletivo para pré-candidatos, sem realização de pedidos de voto e obedecendo a regras relativas à propaganda eleitoral na Internet.                             | Realizado |
| 20 de julho   | 5 de agosto   | Realização de convenções partidárias para deliberar sobre coligações e escolher candidatos às prefeituras e aos cargos de vereador. Os partidos têm até 15 de agosto para registrar os nomes na Justiça Eleitoral.                                  | Realizado |
| 16 de agosto  | 16 de agosto  | Início das campanhas eleitorais de forma igualitária, podendo qualquer publicidade ou manifestação com pedido explícito de voto antes da data ser considerada irregular e multada.                                                                  | Realizado |
| 30 de agosto  | 3 de outubro  | Veiculação da propaganda eleitoral gratuita no rádio e na televisão. | Realizado |
| 6 de outubro  | 6 de outubro  | Realização do primeiro turno das eleições municipais. | Realizado |
| 11 de outubro | 25 de outubro | Veiculação da propaganda eleitoral gratuita no rádio e na televisão para o segundo turno. | Realizado |
| 27 de outubro | 27 de outubro | Realização de um eventual segundo turno nas cidades com mais de 200 mil eleitores em que o candidato a prefeito mais votado não tenha atingido a metade mais um dos votos válidos.                                                                  | Realizado |

### Quadro de candidaturas
| Nº | Prefeito(a)  | Prefeito(a)       | Prefeito(a)       | Prefeito(a)                                                            | Vice-prefeito(a) | Vice-prefeito(a) | Vice-prefeito(a) | Vice-prefeito(a)  | Vice-prefeito(a)                                                                       | Coligação Partido(s) | Ref.         |
| Nº | Candidato(a) | Candidato(a)      | Partido Federação | Cargos relevantes                                                      | Candidato(a)     | Candidato(a)     | Candidato(a)     | Partido Federação | Cargos relevantes                                                                      | Coligação Partido(s) | Ref.         |
| -- | ------------ | ----------------- | ----------------- | ---------------------------------------------------------------------- | ---------------- | ---------------- | ---------------- | ----------------- | -------------------------------------------------------------------------------------- | --- | ------------ |
| 22 |              | Professor Alcides | PL                | Deputado federal por Goiás (2019-atual)                                |                  |                  | Max Menezes      | PL                | Vereador de Aparecida de Goiânia (2009-2012); Deputado estadual por Goiás (2022-2024). | A HORA É ESSA APARECIDA PL / MOBILIZA / AVANTE / AGIR / PRD / PDT / NOVO / REPUBLICANOS / DC / PRTB / Federação PSDB CIDADANIA(PSDB/CIDADANIA) | [ 5 ] [ 6 ]  |
| 15 |              | Leandro Vilela    | MDB               | Vereador de Jataí (1997-2002); Deputado federal por Goiás (2003-2015). |                  |                  | João Campos      | PODE              | Deputado federal por Goiás (2003-2023)                                                 | PARA APARECIDA SEGUIR AVANÇANDO PP / MDB / PODE / UNIÃO / PSD / SOLIDARIEDADE / PMB                                                            | [ 7 ] [ 8 ]  |
| 40 |              | Willian Panda     | PSB               | Vereador de Aparecida de Goiânia (2017-2024).                          |                  |                  | Aline Pereira    | PV                |                                                                                        | APARECIDA FELIZ OUTRA VEZ PSB / Federação BRASIL DA ESPERANÇA - FE BRASIL(PT/PC do B/PV) / Federação PSOL REDE(PSOL/REDE)                      | [ 9 ] [ 10 ] |

## Resultado

### Prefeitura
| Candidatos | Candidatos            | 1º Turno 6 de outubro de 2024 | 1º Turno 6 de outubro de 2024 | 2º Turno 27 de outubro de 2024 | 2º Turno 27 de outubro de 2024 |
| Candidatos | Candidatos            | Votos                         | %                             | Votos                          | %                              |
| ---------- | --------------------- | ----------------------------- | ----------------------------- | ------------------------------ | ------------------------------ |
|            | Leandro Vilela; MDB   | 109.793                       | 48,02 / 100,0                 | 132.230                        | 63,60 / 100,0                  |
|            | Professor Alcides; PL | 98.415                        | 43,04 / 100,0                 | 75.676                         | 36,40 / 100,0                  |
|            | Willian Panda; PSB    | 20.443                        | 8,94 / 100,0                  |                                |                                |

### Vereadores Eleitos
| Candidato(a)          | Numero | Partido | Votação     | Votação     |
| Candidato(a)          | Numero | Partido | Porcentagem | Total       |
| --------------------- | ------ | ------- | ----------- | ----------- |
| Gilsão Meu Povo       | 15.015 | MDB     | 1,65 %      | 3.841 votos |
| Tatá Teixeira         | 44.555 | UNIÃO   | 1,65 %      | 3.830 votos |
| Isaac Martins         | 44.123 | UNIÃO   | 1,54 %      | 3.573 votos |
| Gleison Flávio        | 22.369 | PL      | 1,52 %      | 3.533 votos |
| André Fortaleza       | 22.789 | PL      | 1,46 %      | 3.384 votos |
| Ataides Neguinho      | 15.456 | MDB     | 1,18 %      | 2.753 votos |
| Camila Rosa           | 44.500 | UNIÃO   | 1,18 %      | 2.745 votos |
| Almeidinha            | 15.123 | MDB     | 1,13 %      | 2.624 votos |
| Edinho Carvalho       | 15.789 | MDB     | 1,06 %      | 2.458 votos |
| Arnaldo Leite         | 15.234 | MDB     | 1,03 %      | 2.387 votos |
| Felipe Cortez         | 22.222 | PL      | 1,03 %      | 2.387 votos |
| Rogerio Almeida       | 15.136 | MDB     | 1,01 %      | 2.359 votos |
| Olair Silva           | 25.456 | PRD     | 0,99 %      | 2.292 votos |
| Professor Clusemar    | 20.700 | PODE    | 0,96 %      | 2.240 votos |
| Mazinho Madre Germana | 13.500 | PT      | 0,96 %      | 2.238 votos |
| Dieyme Vasconcelos    | 22.100 | PL      | 0,94 %      | 2.190 votos |
| Cristiano Zoi         | 70.222 | AVANTE  | 0,93 %      | 2.169 votos |
| Mazinho Baiano        | 27.600 | DC      | 0,84 %      | 1.958 votos |
| Roberto Chaveiro      | 11.111 | PP      | 0,82 %      | 1.914 votos |
| Bi Dourado            | 36.123 | AGIR    | 0,80 %      | 1.857 votos |
| Lipe Gomes            | 45.789 | PSDB    | 0,73 %      | 1.686 votos |
| Rosinaldo Boy         | 77.123 | SD      | 0,72 %      | 1.671 votos |
| Tales De Castro       | 40.153 | PSB     | 0,70 %      | 1.627 votos |
| Wegney Costa          | 12.345 | PDT     | 0,62 %      | 1.445 votos |
| Neto Gomes            | 33.600 | MOB     | 0,52 %      | 1.215 votos |

- Atualizado até 19h32min, quarta-feira, 2 de abril de 2025 (UTC)